# Erik Griekspoor
Erik Griekspoor (8 settembre 1958) è un ex cestista olandese.

## Carriera
Con i Paesi Bassi ha disputato i Campionati mondiali del 1986.